# Lövhonungsfågel
Lövhonungsfågel (Caligavis obscura) är en fågel i familjen honungsfåglar inom ordningen tättingar.

## Utbredning och systematik
Lövhonungsfågel behandlas antingen som monotypisk eller delas in i två underarter med följande utbredning:
- Caligavis obscura viridifrons – förekommer på nordöstra Nya Guinea (Vogelkophalvön)
- Caligavis obscura obscura – förekommer i bergstrakter på Nya Guinea (bergen Weyland, Snow och Sepik)

### Släktestillhörighet
Lövhonungsfågeln placerades tidigare i släktet Lichenostomus, men genetiska studier från 2011 visar att arterna i Lichenostomus inte är varandras närmaste släktingar. Den har därför tillsammans med närmaste släktignarna gulkindad honungsfågel och svartstrupig honungsfågel lyfts ut till det egna släktet Caligavis.

## Status
IUCN kategoriserar arten som livskraftig.